# Stichodactyla

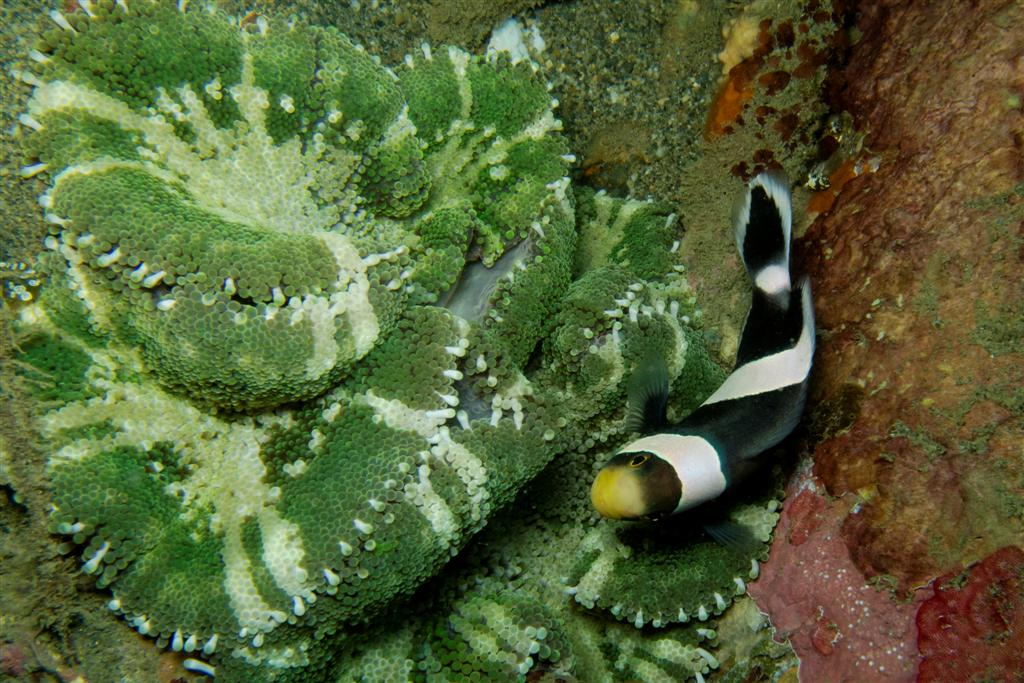
Amphiprion polymnus en S. Haddoni

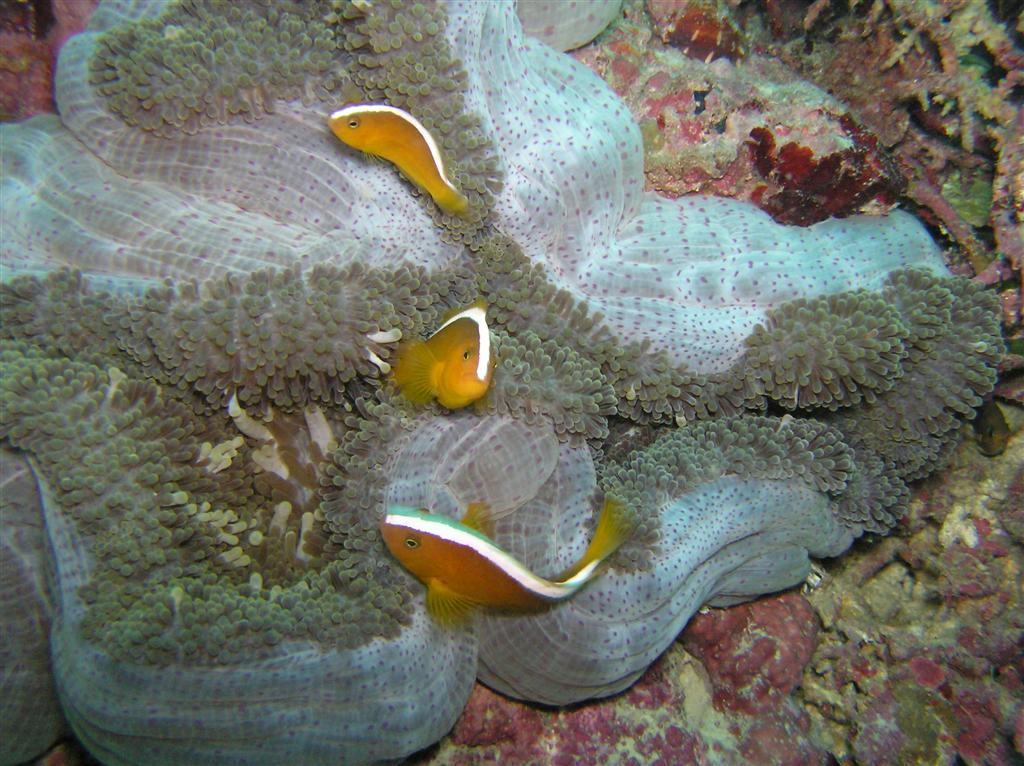
Amphiprion sandaracinos en Stichodactyla mertensii

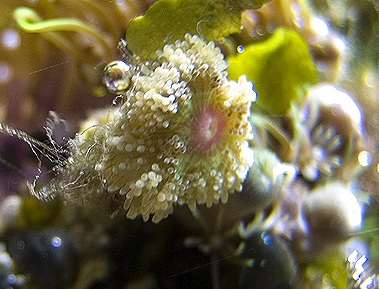
Stichodactyla tapetum

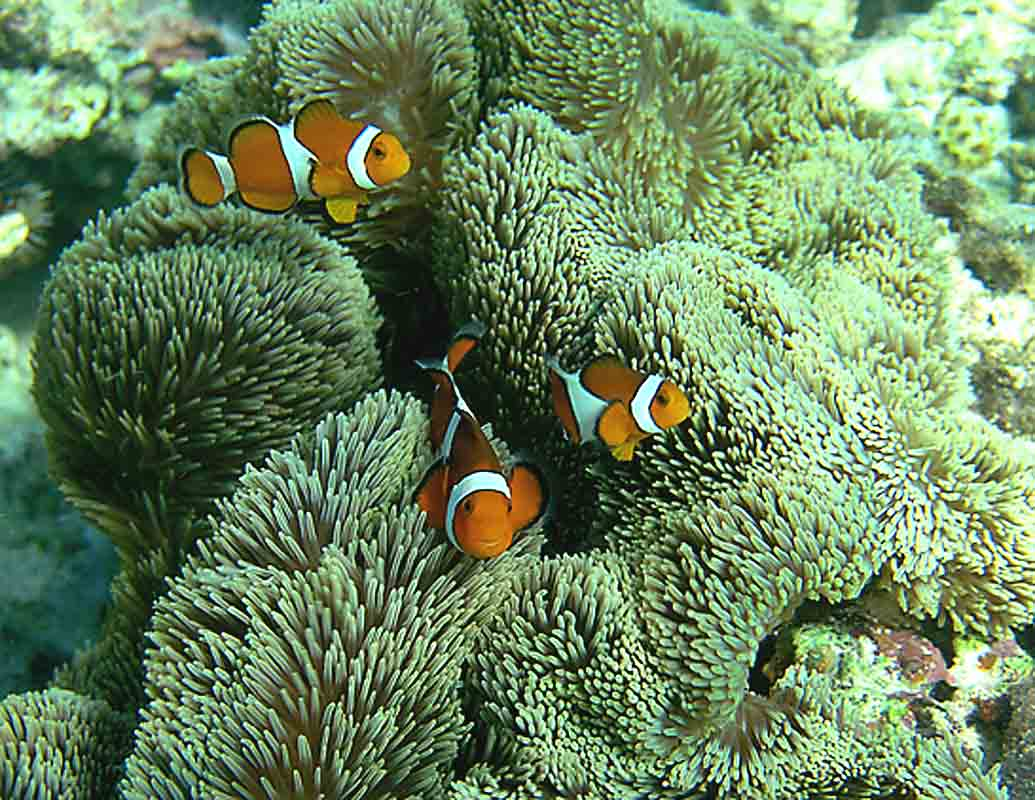
Stichodactyla gigantea

Stichodactyla es un género de anémonas de mar, de la familia Stichodactylidae.
Son de las denominadas anémonas hospedantes, que mantienen una relación mutualista con otros animales, en su caso con cangrejos del género Mithraculus, camarones del género Periclimenes, y con diversas especies de peces payaso, del género Amphiprion, estableciendo una relación de convivencia. De esta manera, los cangrejos y peces se protegen de sus predadores entre los tentáculos urticantes de la anémona, y esta se beneficia de la limpieza de su disco oral y tentáculos como consecuencia de los continuos movimientos de los animales.

## Especies
El Registro Mundial de Especies Marinas acepta las siguientes especies:
- Stichodactyla gigantea. (Forskål, 1775)
- Stichodactyla haddoni. (Saville-Kent, 1893)
- Stichodactyla helianthus. (Ellis, 1768)
- Stichodactyla mertensii. Brandt, 1835
- Stichodactyla tapetum. (Hemprich & Ehrenberg in Ehrenberg, 1834)

## Morfología
Su cuerpo es cílindrico. Su extremo basal es un disco plano que funciona como pie, el disco pedal, y su extremo apical es el disco oral, el cual tiene la boca en el centro, y alrededor tentáculos compuestos de cnidocitos, células urticantes provistas de neurotoxinas paralizantes en respuesta al contacto. La anémona utiliza este mecanismo para evadir enemigos o permitirle ingerir presas más fácilmente hacia la cavidad gastrovascular.
Los tentáculos son más bien cortos, comparados con los de otros géneros como Heteractis, con la punta redondeada, y coloreados en un tono marrón dorado, amarillo, rojo, rosa, púrpura, gris o verde. Zona central sin tentáculos.
Alcanzan los 80 cm de diámetro.

## Hábitat y distribución
Suelen habitar en fondos rocosos, en frentes de arrecife y lagunas coralinas. Zonas de pendiente con corriente moderada. Se alojan en grietas rocosas, dejando tan sólo el disco oral a la vista.
Se localizan entre 1 y 43 m de profundidad, más frecuentes entre 1 y 9 m. Su rango de profundidad oscila entre los 24.41 y 29.01 °C.
Se distribuyen en aguas tropicales de los océanos Atlántico oeste, desde Florida hasta Brasil;  e Indo-Pacífico, desde la costa este africana hasta Micronesia, incluyendo el mar Rojo, el golfo de Omán, el golfo de Bengala, la India, Sri Lanka, Indonesia, Malasia, Vietnam, Filipinas, Japón, Nueva Guinea, Australia, las Salomón, Fiyi, Hawái y Micronesia.

## Alimentación
Las anémonas contienen algas simbióticas llamadas zooxantelas. Las algas realizan la fotosíntesis produciendo oxígeno y azúcares, que son aprovechados por las anémonas, y se alimentan de los catabolitos de la anémona (especialmente fósforo y nitrógeno). No obstante, las anémonas se alimentan tanto de los productos que generan estas algas (entre un 75 y un 90 %), como de las presas de zooplancton, crustáceos, moluscos, erizos o peces, que capturan con sus tentáculos.

## Reproducción
Las anémonas se reproducen tanto asexualmente, por división, en la que el animal se divide por la mitad de su boca formando dos clones; o utilizando glándulas sexuales, encontrando un ejemplar del sexo opuesto. En este caso, se genera una larva plánula ciliada que caerá al fondo marino y desarrollará un disco pedal para convertirse en una nueva anémona.

## Mantenimiento
Necesitan luz intensa y fuerte corriente. También es necesario que el acuario receptor tenga, al menos, un año de maduración, y los parámetros del agua impecables. Alimentar dos veces por semana con artemia o misys.